# Нова (Фрэнки Рей)
Нова (англ. Nova; настоящее имя — Фрэнки Рей) — персонаж из комиксов, издаваемых Marvel Comics, была Герольдом Галактуса и членом Фантастической четвёрки. Создана писателем Роем Томасом и художником Джорджем Пересом, впервые появилась как Фрэнки Рей в Fantastic Four #164 (ноябрь 1975), а как Нова — в Fantastic Four #244 (июль 1982).

## Биография
Фрэнки Рей работала в Организации Объединённых Наций в качестве переводчика. Она встретила Джонни Шторма и стала его подругой, несмотря на её страх перед огнём. Её страх был в конечном счёте объяснен тем, что был результатом провала в памяти, вызванного её отчимом, Финеасом Хортоном, после того, как её случайно окунули в химикаты, которые заставили оригинального Человека-факела — андроида Джима Хаммонда воспламеняться, для того, чтобы предостеречь Фрэнки от использования сил, сходных с силами Человека-факела.
После того, как к ней вернулась память, и она обнаружила сверхспособности, Фрэнки Рей стала третьим персонажем, взявшим имя Человек-факел Она помогала Фантастической четвёрке в течение короткого промежутка времени, пока не предложила добровольно стать новым герольдом Галактуса., после чего взяла имя Нова. Продемонстрировав ранее готовность убивать противника, что очень тревожило Фантастическую четвёрку, она не раскаивалась, когда приводила Пожирателя миров к планетам, населённым разумной жизнью, что она показала, когда привела Галактуса к родному миру скруллов, чтобы тот его поглотил. Нова позже посетила суд над Ридом Ричардсом, устроенный Империей Ши'Ар. Когда Ричард Райдер вновь принял на себя личность Нова в составе Новых воинов, его стали звать Кид Нова, чтобы не путать с Фрэнки Рей.
Позже Нова была спасена из заключения скруллов Серебряным Серфером, которого она встретила впервые. Тогда она боролась против Старейшин Вселенной. Галактус послал её, чтобы определить местонахождение одного из Старейшин, Созерцателя, и к ней присоединился в этих поисках Серебряный Серфер. Они путешествовали к туманности Угольный Мешок, где они были захвачены капитаном Рептилом. После борьбы против капитана Рептила Нова боролась против Ронана Обвинителя. Это сопровождалось столкновением с подменённым скруллами Серебряным сёрфером и романтичным флиртом с настоящим Серебряным сёрфером. Нова и Галактус также боролись с Посредником Нова тогда сосредоточила свои романтические интересы на Огненном Лорде.
Позже Нова сталкивалась с раненным Элоном, сражалась со вторым Звёздным Сталкером, встречалась с командой Силовой Набор. В конечном счёте Фрэнки Рэй была убита инопланетянином Морджом, который сменил её как вестник Галактуса. Демона Мефисто позже сделал вид, что она вернулась из мёртвых, в попытке украсть душу Серебряного сёрфера.

## Силы и способности
Первоначально Нова получила свои сверхчеловеческие способности как результат мутагенной реакции на воздействие неизвестных химикатов. Первоначально, у неё были силы, подобные тем, что были у Человека-факела: пирокинез и полёт.
Её силы были позже увеличены после впитывания космической энергии пожирателя миров Галактуса. Она получила сверхчеловеческую силу, стойкость, проворство и рефлексы, а также долголетие. У неё появилась способность управлять космической энергией в форме звёздного огня, что позволило ей проецировать любую форму энергии, исходившей от звёзд, включая высокую температуру, свет, силу тяжести, радиоволны и заряженные частицы. У неё также была способность проецировать потоки звёздного огня на расстояния в сотни миль и мысленно управлять пламенем, которое она проецирует. Нова способна пролететь на сверхсветовой скорости через и межгалактическое пространство и пересекать гиперпространство. Наконец, она обладает почти полной физической неуязвимостью.
Фрэнки Рей также говорит на множестве земных языков.

## Альтернативные версии
Писатель Джон Бёрн и художник Терри Остин создали сериализованный рассказ под названием «Последняя история Галактуса», который был опубликован выпусках 26-34 журнала «Epic Illustrated» (октябрь 1984 - февраль 1986). Журнал был отменён по состоянию на февраль 1986 года, оставив последнюю главу неопубликованной и историю незаконченной. Согласно записям на веб-сайте Бёрна, история могла закончится тем, что умирающий Галактус, выпуская свою силу, вызовет новый Большой взрыв и превратит своего вестника Нову в Галактуса для новой вселенной.
Фантастическая четвёрка во время их битвы и Аннигилусом на короткое время объединились с альтернативной версией Новы. Позже оказалось, что Фрэнки Рей сотрудничиала с Аннигилусом после того, как Галактус уничтожил её мир.

## Появление вне комиксов

### Телевидение
- Нова, озвученная Лизой Миллер МакГи, появилась в эпизоде «Когда зовёт Галактус» мультсериала «Фантастической четверки» 1994 года. Как в комиксе, она получает способности управления огнём, когда её случайно окунули в химикаты, которые дали силы первому Человеку-факелу. В конце серии она приняла форму герольда и присоединилась к Галактусу после того, как тот был побеждён, пытаясь потребить планету Земля.
- Нова, озвученная Тарой Рослинг, несколько раз появлялась в мультсериале «Серебряный сёрфер». В этой версии она — мутант со способностью найти что-либо, что она ищет. Галактус даёт ей силы, когда он выбирает её в качестве своего нового герольда вместо покинувшего его Серебряного сёрфера.
- Фрэнки Рей появлялась в мультсериале «Фантастическая четвёрка: Величайшие герои мира», в серии «Вне зоны», где её озвучила Ровена Барет.

### Фильм

Бо Гарретт в роли Фрэнки Рей в фильме «Фантастическая четвёрка: Вторжение Серебряного сёрфера».

Фрэнки Рей появляется в фильме Фантастическая четвёрка: Вторжение Серебряного сёрфера, где её играет Бо Гарретт. По версии фильма она является капитаном армии США и никаких сверхспособностей не демонстрирует. Джонни Сторм пытается ухаживать за ней, но она не испытывает к нему особой симпатии. Однако, в конце фильма Джонни и Фрэнки стоят рядом во время свадьбы Рида и Сью, что говорит об их отношениях.